# Federico - I ragazzi di Amici 7ª edizione
Federico - I ragazzi di Amici 7ª edizione è un album compilation pubblicato il 7 dicembre 2007 del cantante Federico Angelucci, vincitore della sesta edizione di Amici di Maria De Filippi, con l'aggiunta di alcune cover natalizie interpretate dai ragazzi della settima edizione di Amici.

## Tracce
Tutti i brani sono interpretati da Federico Angelucci, eccetto dove indicato.
1. Punta in alto – 3:43
2. Amore e mistero – 3:29
3. Stai – 3:55
4. Mai come te – 4:00
5. Pazzo di te – 3:07
6. Click – 3:52
7. Ma com'è bello avere 20 anni (feat. Giulia Franceschini) – 4:05
8. Eppur mi son scordato di te – 3:12
9. I ragazzi di Amici 7 – Uno su mille – 3:40
10. I ragazzi di Amici 7 – Last Christmas – 4:37
11. I ragazzi di Amici 7 – Happy Christmas (War is over) – 3:22
12. I ragazzi di Amici 7 – Santa Claus is coming to town – 2:17